# Imran Rasul
Imran Rasul (né 29 juillet 1974) est un économiste anglais et professeur au département d’économie de l’University College de Londres. 

## Biographie
Ses domaines d’intérêt sont l’économie du travail et l’économie des ménages. Il est co-directeur de Centre for the Microeconomic Analysis of Public Policy de l'Institute for Fiscal Studies, et co-directeur de Entrepreneurship Research Group de l'International Growth Centre. En 2019, il est devenu lauréat du Prix Yrjö-Jahnsson.
Il a défendu sa thèse de doctorat à London School of Economics and Political Science (LSE) en 2003, sous la direction de Timothy Besley. Sa thèse s'intitulait Non-contractabilities in the Household - Theory and Evidence. Il a obtenu son master à Oxford University, en 1997.
Il est actuellement éditeur en chef du Journal of the European Economic Association (2019-2022) et co-éditeur du chef de la Review of Economic Studies (2009-13). Il a reçu en 2007 le Prix IZA de l'économie du travail et en 2008 le prix du CESIfo Distinguished Affiliate. En 2018, il a été élu membre du conseil du Royal Economic Council.  Il est membre Société d'économétrie.